# Fernanda Ribeiro
Maria Fernanda Moreira Ribeiro (Penafiel, 23 giugno 1969) è un'ex mezzofondista portoghese, vincitrice della medaglia d'oro nei 10000 metri piani ai Mondiali di Göteborg 1995 ed ai Giochi olimpici di Atlanta 1996.

## Record nazionali

### Seniores
- 5000 metri piani: 14'36"45 ( Hechtel-Eksel, 22 luglio 1995)
- 5000 metri piani indoor: 15'06"52 ( Mosca, 7 febbraio 1996)
- 10000 metri piani: 30'22"88 ( Sydney, 30 settembre 2000)

## Palmarès
| Anno | Manifestazione    | Sede       | Evento        | Risultato  | Prestazione | Note                                     |
| ---- | ----------------- | ---------- | ------------- | ---------- | ----------- | ---------------------------------------- |
| 1986 | Mondiali juniores | Atene      | 3000 m piani  | 4ª         | 9'09"39     |                                          |
| 1988 | Mondiali juniores | Sudbury    | 3000 m piani  | Argento    | 9'15"33     |                                          |
| 1988 | Giochi olimpici   | Seul       | 3000 m piani  | Semifinale | 9'05"92     |                                          |
| 1992 | Giochi olimpici   | Barcellona | 3000 m piani  | Semifinale | 9'07"69     |                                          |
| 1993 | Mondiali          | Stoccarda  | 10000 m piani | 10ª        | 31'40"51    | Miglior prestazione personale            |
| 1994 | Europei indoor    | Parigi     | 3000 m piani  | Oro        | 8'50"47     |                                          |
| 1994 | Europei           | Helsinki   | 10000 m piani | Oro        | 31'08"75    |                                          |
| 1995 | Mondiali          | Göteborg   | 5000 m piani  | Argento    | 14'48"54    |                                          |
| 1995 | Mondiali          | Göteborg   | 10000 m piani | Oro        | 31'04"99    | Miglior prestazione personale stagionale |
| 1996 | Europei indoor    | Stoccolma  | 3000 m piani  | Oro        | 8'39"48     | Miglior prestazione personale            |
| 1996 | Giochi olimpici   | Atlanta    | 10000 m piani | Oro        | 31'01"63    | Record olimpico                          |
| 1997 | Mondiali indoor   | Parigi     | 3000 m piani  | Bronzo     | 8'49"79     | Miglior prestazione personale stagionale |
| 1997 | Mondiali          | Atene      | 5000 m piani  | Bronzo     | 14'58"85    |                                          |
| 1997 | Mondiali          | Atene      | 10000 m piani | Argento    | 31'39"15    | Miglior prestazione personale stagionale |
| 1998 | Europei indoor    | Valencia   | 3000 m piani  | Argento    | 8'51"42     |                                          |
| 1998 | Europei           | Budapest   | 10000 m piani | Argento    | 31'32"42    |                                          |
| 2000 | Mondiali di cross | Vilamoura  | Corsa breve   | 10ª        | 13'17"      |                                          |
| 2000 | Giochi olimpici   | Sydney     | 10000 m piani | Bronzo     | 30'22"88    | Miglior prestazione personale            |
| 2004 | Giochi olimpici   | Atene      | 10000 m piani | Finale     | dnf         |                                          |

## Campionati nazionali
1998
- Oro ai campionati portoghesi, 1500 m piani - 4'22"27

1999
- Oro ai campionati portoghesi di 15 km su strada - 49'49"
- Oro ai campionati portoghesi, 1500 m piani - 4'10"04

2000
- Oro ai campionati portoghesi, 5000 m piani - 15'01"49

2001
- Argento ai campionati portoghesi indoor, 3000 m piani - 8'53"41

2002
- Oro ai campionati portoghesi, 5000 m piani - 16'19"73

2003
- Oro ai campionati portoghesi, 5000 m piani - 15'27"07

2004
- Oro ai campionati portoghesi, 5000 m piani - 15'20"44

2008
- Oro ai campionati portoghesi, 10000 m piani - 32'07"54

## Altre competizioni internazionali
1995
- Argento all'ISTAF Berlin ( Berlino), 5000 m piani - 14'45"10
- Oro al Cross de l'Acier ( Leffrinckoucke)

1996
- Oro ai Bislett Games ( Oslo), 5000 m piani - 14'41"07
- Argento al Memorial Van Damme ( Bruxelles), 5000 m piani - 14'49"81

1997
- Argento al Golden Gala ( Roma), 5000 m piani - 14'55"78

1998
- Oro in Coppa Europa dei 10000 metri ( Lisbona) - 30'48"06

1999
- Argento alla Mezza maratona di Lisbona ( Lisbona) - 1h08'44"
- Oro al DN Galan ( Stoccolma), 5000 m piani - 14'52"59
- Bronzo all'Herculis ( Monaco), 3000 m piani - 8'30"66

2000
- Bronzo alla Mezza maratona di Lisbona ( Lisbona) - 1h08'23"

2002
- Argento in Coppa Europa dei 10000 metri ( Camaiore) - 31'40"80

2003
- Oro in Coppa Europa dei 10000 metri ( Atene) - 31'13"42

2004
- Bronzo in Coppa Europa dei 10000 metri ( Maribor) - 32'23"10

2005
- Argento in Coppa Europa dei 10000 metri ( Barakaldo) - 32'03"22

2009
- 6ª in Coppa Europa dei 10000 metri ( Ribeira Brava) - 32'20"08

2010
- Bronzo alla Mezza maratona di Lisbona ( Lisbona) - 1h12'17"